# Grounation Day
Groundation Day, 21 de abril, es un importante día sagrado para el movimiento rastafari, el segundo tras el Coronation Day, que es el 2 de noviembre. Se celebra en honor a la visita del emperador etíope Haile Selassie a Jamaica en 1966.

## Visita de Selassie a Jamaica
Haile Selassie ya se había reunido con varios ancianos rasta en Addis Abeba y había permitido a rastafaris y otras personas de ascendencia africana se establecieran en su tierra personal en Shashamane.
Haile Selassie visitó Jamaica el jueves 21 de abril de 1966. Unos 100.000 rastafaris de todas partes de Jamaica descendieron al Aeropuerto Palisadoes en la capital, Kingston, habiendo escuchado que el hombre a quien consideraban Dios vendría a visitarlos. Esperaron en el aeropuerto tocando tambores y fumando grandes cantidades de marihuana. Hoy en día los rastafaris celebran que Haile Selassie visitó Jamaica el 21 de abril.

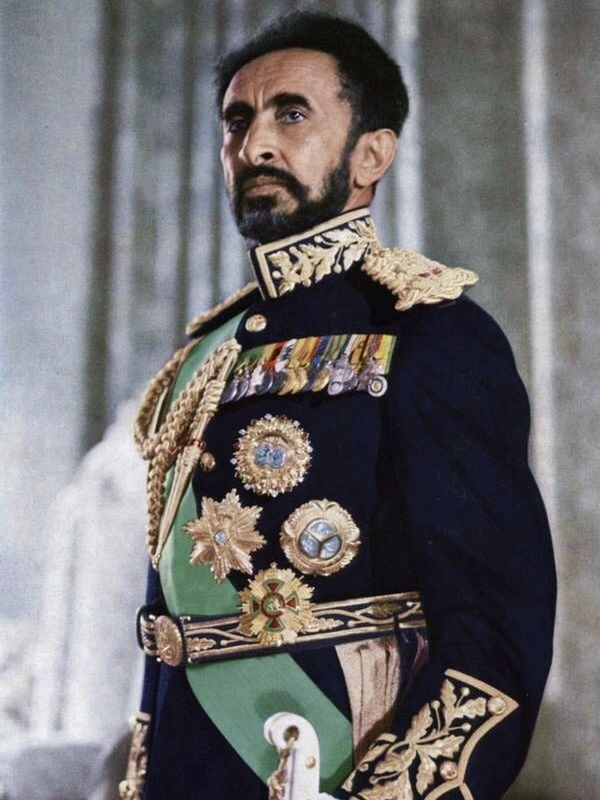
Haile Selassie en 1970.

Cuando el vuelo de Ethiopian Airlines de Haile Selassie aterrizó en el aeropuerto a las 13:30, la multitud rodeó su avión en la pista. El día había estado nublado y tormentoso. Después de aproximadamente media hora, la puerta se abrió y el emperador apareció en lo alto de los escalones móviles. Un tumulto ensordecedor se escuchó entre la multitud, que golpeaba tambores de guajes, encendía petardos, agitaba carteles y tocaba los cuernos Abeng de los cimarrones. Todo el protocolo se abandonó cuando la multitud pasó junto a las fuerzas de seguridad y se dirigió a la alfombra roja que se había dispuesto para la recepción. Selassie saludó desde lo alto de los escalones; algunos intérpretes han afirmado que derramó lágrimas, aunque esto es controvertido. Luego regresó al avión, desapareciendo durante varios minutos más. Finalmente, las autoridades jamaicanas se vieron obligadas a solicitar a Ras Mortimer Planno, un conocido líder rasta, que subiera los escalones, subiera al avión y negociara el descenso del Emperador. Cuando Planno resurgió, anunció a la multitud: «el Emperador me ha ordenado que les diga que estén tranquilos. Dén un paso atrás y dejen que el Emperador aterrice». Después de que Planno escoltase al monarca africano por las escaleras, los periodistas estaban desconcertados por la negativa de Selassie a pasar por la alfombra roja de camino a la limusina. De ahí procede el nombre grounation, equivalente iyárico a foundation («cimientos», «base»), pero cambiando found- por ground-, en el sentido de «[Dios] tocó el suelo». Luego lo llevaron a la Casa del Rey, la residencia del gobernador general Clifford Campbell.
Como resultado de las acciones de Planno, se pidió a las autoridades de Jamaica que se aseguraran de que los representantes rastafari estuvieran presentes en todas las funciones estatales a las que asistía Su Majestad, y los ancianos rastafari, incluido Planno y probablemente Joseph Hibbert, también obtuvieron una audiencia privada con el Emperador, donde él según se informa, les dijo que no debían emigrar a Etiopía hasta que hubiesen liberado al pueblo jamaicano. Esta máxima llegó a conocerse como liberation before repatriation («liberación antes de la repatriación»). En una cena celebrada en la Casa del Rey, los rastas afirmaron que el primer ministro en funciones de Jamaica, Donald Sangster, pisoteó a Lulu, el chihuahua mascota de Haile Selassie, quien, juraron, había respondido con el rugido de un león (en referencia al león rastafari).
Desafiando las expectativas de las autoridades jamaicanas, Selassie nunca reprendió a los rastafari por creer en él como el Mesías. En cambio, entregó a los fieles ancianos del movimiento medallones de oro con el sello de Etiopía, los únicos que recibieron tal honor en esta visita. Mientras tanto, presentó a algunos de los políticos jamaicanos, incluido Sangster, cajas de cigarrillos en miniatura en forma de ataúd.

## Impacto
Rita Marley, la esposa de Bob Marley, se convirtió a la fe rastafari después de ver a Haile Selassie en su caravana de camino a la Casa del Rey. Ella afirmó, en entrevistas y en su libro No Woman No Cry, que vio un estigma en la mano de Haile Selassie mientras saludaba a la multitud, y se convenció instantáneamente de su divinidad.
Durante años, Planno, que se convirtió en un gurú espiritual de Bob Marley, repartía fotografías ampliadas de sí mismo con el Emperador en los escalones del avión.
La gran importancia de este evento en el desarrollo de la religión rastafari es que, habiendo sido marginados en la sociedad, sus seguidores ganaron cierta respetabilidad por primera vez. La visita ayudaría a que los rastas estuviesen mejor tolerados socialmente, y la música reggae se volvió comercialmente viable, lo que a su vez llevó a una mayor difusión global del rastafarianismo.
Se cree que Haile Selassie animó a los ancianos rastafari a aprender sobre la fe ortodoxa etíope mientras estaba en Jamaica, y en 1970 envió al arzobispo Laike Mandefro a establecer una misión en Jamaica. Mandefro fue invitado formalmente por Joseph Hibbert, uno de los fundadores originales del Movimiento Rastafari, para enseñar a la comunidad rasta, y en 1971 Mandefro nombró a Hibbert como «Organizador Espiritual». Durante este tiempo, Mandefro rechazó deliberadamente las llamadas para exigir que los rastafari renunciaran a su fe en la divinidad de Haile Selassie y, en consecuencia, unos 2.000 rastas recibieron bautismos ortodoxos.
Debido a la visita de Haile Selassie, el 21 de abril se celebra como el Grounation Day. El Abu Ye! Abu Ye Abu ye! Abu ye! se canta durante las festividades del Grounation.